# 徐德欽
徐德欽（台語：Chhî tek-khim，1853年—1889年），字仞千，號輝石，福建省臺灣府嘉義縣人，清朝政治人物、同進士出身。

## 生平

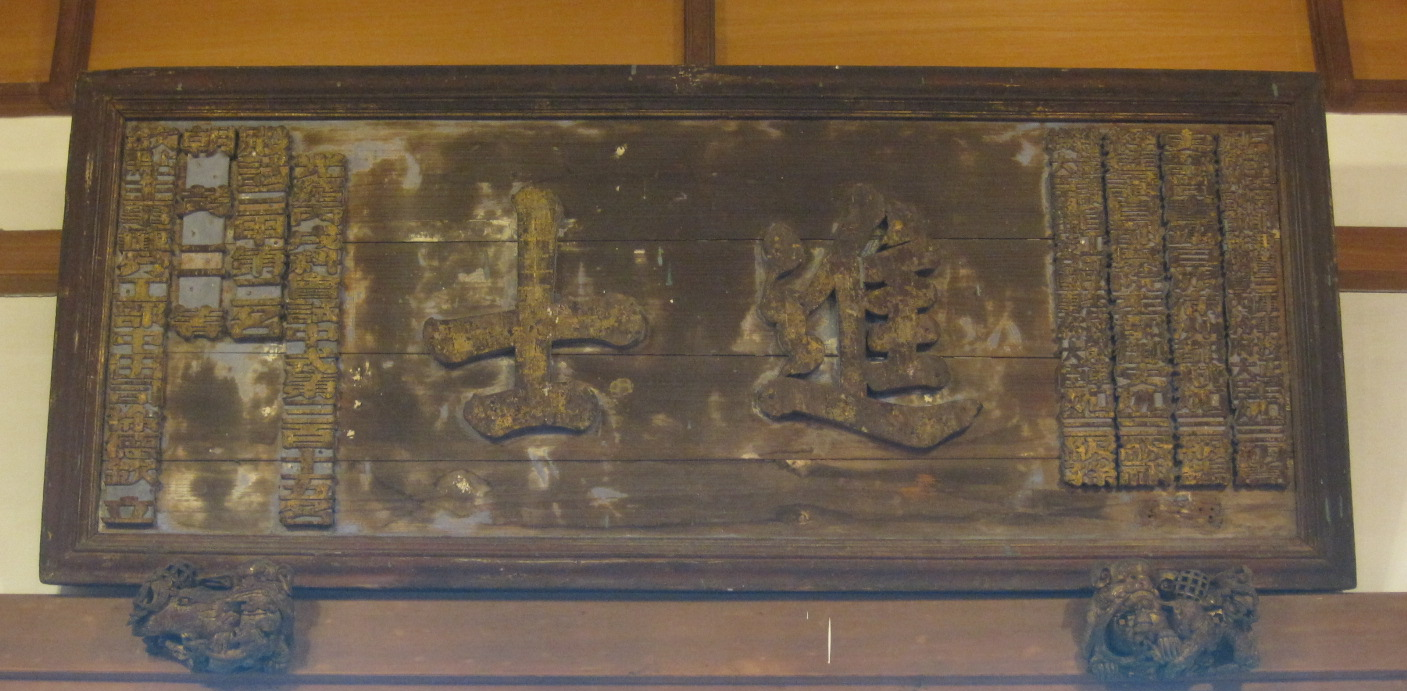
徐德欽進士匾額

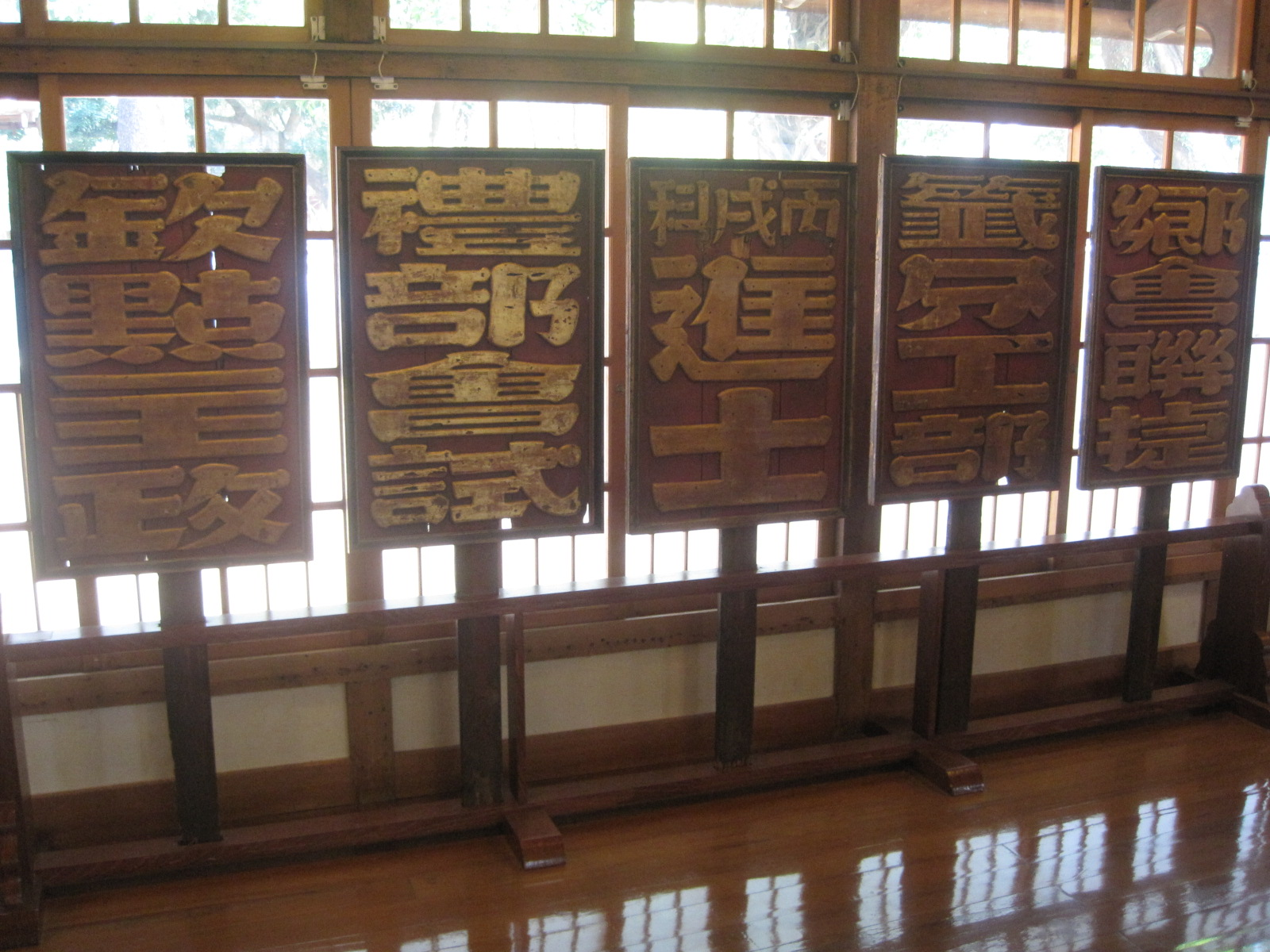
徐德欽進士執事牌組

原居他里霧埔姜莊（今雲林縣大埤鄉），同治元年（1862年）因遭遇戴潮春事件，遷居嘉義北門街。兩年後，遷居菁仔市街。同治十一年（1872年），以第一名考取秀才，進入嘉義縣學就讀，之後成為廩生。光緒十一年（1885年）中舉，光緒十二年（1886年）丙戌科殿試三甲2名進士，與同鄉林啓東同榜。同年五月，著主事分部学习。補用工部屯田司主事。回臺後，應嘉義縣知縣羅建祥之邀，擔任玉峰書院講席，並重修該書院，又委辦嘉義清賦總局丈量事宜，兼辦團防局教練。在光緒十九年（1889年）施九緞事件爆發期間，督辦團練，逮捕大股王煥，事平後，獲賞五品銜以及戴藍翎。
著有《荊花書屋詩文集》一書。

## 詩作
| 小湖一曲抱城流，開出荷花六月秋。 消受好風香世界，滿天涼雨下漁舟。 — 〈北湖荷香〉 南薰吹熟味甘涼，顆顆扶枝半出牆。 記得六街天氣暖，一聲黃檨滿城香。 — 〈檨圃風情〉 |

## 外部連結
- 徐德欽進士匾額 （页面存档备份，存于）